# Enikő A. Sajti
Enikő A. Sajti (Salonta, 13. rujna 1944.) je mađarska povjesničarka, sveučilišna profesorica i professor emerita Sveučilišta u Segedinu. Aktivno se bavi istraživanjem odnosa između Srbije i Hrvatske (Jugoslavije) i Mađarske desetljećima.

## Životopis
U Gyuli je išla u gimnaziju. Na studij odlazi u Segedinu, gdje diplomira na filozofskom fakultetu.
Doktorirala je 1984. godine na istom fakultetu.
Započela je karijeru kao učiteljica srednje škole.
1973. godine započela je kao znanstvena suradnica Odsjeka za suvremenu povijest na Filozofskom fakultetu JATE, a kasnije je postala izvanredna profesorica (docentica). Imenovana je za čelo odsjeka, a djelovala je kao glava od 1985. do 1995. godine.
Od 1991. do 1994. bila je zamjenica dekana zadužena za obrazovanje na Filozofskom fakultetu, JATE.
1998. godine je primila habilitaciju na Sveučilištu u Pečuhu.
1999. godine imenovana je za izvanrednu profesoricu na Odsjeku za suvremenu povijest i mediteranske studije Filozofskog fakulteta u Segedinu.
2003. godine dobila je diplomu doktora znanosti (dr. sc.) u povijesti.
U 2014. joj je dodijeljena počasna titula professor emerita.
Vodila je nekoliko istraživanja u inozemstvu - u Beogradu, Zagrebu i Novom Sadu.

## Akademski i znanstveni odbori
- Čelo Odsjeka za suvremenu povijest na Filozofskom fakultetu JATE (1985. – 1995.)
- Znanstveni odbor na Filozofskom fakultetu JATE, zamjenica predsjedatelja (1987. – 1988.)
- Prodekana Filozofskog fakulteta JATE (1991. – 1994.)
- Vijeće doktorskog studija povijesti na Filozofskom fakultetu SZTE, članica (2005. – 2014.)
- Mađarska akademija znanosti (MTA), članica javnog tijela
- Mađarsko povijesno društvo (Magyar Történelmi Társulat), potpredsjednica

## Nagrade
- Profesorsko Stipendije Széchenyi (Ministarstvo prosvjete Mađarske) (1998. – 2001.)
- Nagrada Albert Szent-Györgyi (Ministarstvo prosvjete Mađarske), 2008.[2]
- Zlatna diploma, 2017.

## Djela
- Útkeresés. A Jugoszláv Kommunista Párt nemzetiségpolitikai koncepciójának formálódása az 1920-as években. Századok, 1979/3. 376–420.
- Ismeretlen dokumentum az 1942 januári délvidéki razzia résztvevőinek peréről. (Co-author György Markó), Hadtörténelmi Közlemények, l985. 2.sz. XXXII. 426–456.
- Territoriale Revision und die Nationalitatenverhaltnisse. Ethnicity and Society in Hungary. Ferenc Glatz (ed.): Etudes Historiques Hongroises 1990 publiées á loccassion du XVII e Congrés International des Sciences Historiques par le Comité National des Historiens Hongrois. Budapest, 1990. 393–406.
- A háború elõtti évek. Lajos Serfõzõ (ed.): Szeged története. 4. 1919–1944. Serial editor Gyula Kristó. Szeged, 1994. 447–472.
- Changes in the Situation of the Hungarian Minority in Yugoslavia during the Period of Royal Dictatorship (1929–1941)  Chronica. Annual of the Institut of History University of Szeged. 2001. Volume 1. 128–152.
- Az impériumváltás hatása a délvidéki magyarok társadalomszerkezetére. Limes, 2002. 2. sz. 41–50.
- Impériumváltás, magyarellenes megtorlások, kitelepítések és a konszolidáció feltételeinek kialakulása a Délvidéken 1944–1947. Századok, 2002., 136. évf., 5.sz. 1061–1114.
- The former ‘Southlands’ in Serbia: 1918–1947. The Hungarian Quarterly. Volume 47. No. 181. Spring 2006. 111–124.
- Ötvenhatos menekültek Jugoszláviában. A magyar-jugoszláv hazatelepítési bizottságok tevékenysége 1956–1957-ben. In.: Az 1956-os forradalom visszhangja a szovjet tömb országaiban. Évkönyv, XIV. 2006–2007. Budapest, 1956-os Intézet. 2007. 201–212.
- A „kommunizmus mostohagyermekei”: a magyar kisebbség elleni megtorlások a Délvidéken (a Vajdaságban) – a kutatás eredményei és kérdőjelei. Létünk. Társadalom, tudomány, kultúra. Forum Könyvkiadó, Újvidék, XXXVIII.évfolyam, 20008. 3. szám. 28–42.
- Egy kommunista káder a külügyben 1945–1948: Rex József. Forrás, 41. évf, 2009. 7–8. szám. 89–109.
- „Én ezeket magamtól meg sem írtam volna...” Katolikus egyházi források a magyarok elleni partizánmegtorlásokról a Bácskában.  In: Gecsényi, Lajos – Izsák, Lajos (eds.): Magyar történettudmány az ezredfordulón. Glatz Ferenc 70. születésnapjára. ELTE Eötvös Kiadó – MTA Társadalomkutató Központ, Budapest, 2011. 567–575.
- Háború, kisebbségpolitika, megtorlás: magyarok és szerbek 1941–1945. Élet és Irodalom, 2011. year 55, No. 36 3–4., 12. o.
- A magyar vagyonok kisajátítása, államosítása Jugoszláviában 1945 után. Eksproprijacija i nacionalizacija mađarske svojine u Jugoslaviji nakon 1945. In.: A. Sajti, Enikő – Juhász, József – Molnár, Tibor (eds.): A titói rendszer megszilárdulása a Tisza mentén (1945–1955). Konsolidacija Titovog režima na Potisju (1945–1955) = Hajnal, Jenő (eds.): A titói jugoszlávia levéltári forrásai 4. Arhivski izvori titove Jugoslavije 4. Zentai Történelmi Levéltár, Magyar Nemzeti Levéltár Csongrád Megyei Levéltára, Zenta=Senta, Szeged=Segedin, 2013. 133–159., 327–354.
- „A nemzeti lelkiismeret őrállója”. Cseres Tibor: Hideg napok és a „még hidegebb napok”. Forrás, year 47. 2015. No. 4. 97–106.
- „A mai napon megszűnt a szabadság szeplőtlen fogantatása.” Várady Imre hétköznapjai a Bánátban 1941–1945. In: Gyarmati György – Pihurik Judit (szerk.): Háborús hétköznapok hadszíntéren, hátországban 1939–1945., Magyar Történelmi Társulat, Kronosz Kiadó, Állambiztonsági Szolgálatok Történeti Levéltára, Budapest–Pécs, 2015. 77–89.
- Svest o krivici i nadmoć pobednika: Mađarska i Jugoslavija 1945–1947. u svetlu mađarskih dokumenata. In: Зоран Јањетовић (ed-in-chief): 1945. крај или нови почетак? / [главни и одговорни уредник Зоран Јањетовић] / – Београд : Институт за новију историју Србије : Музеј жртава геноцида, 2016. – (Библиотека Зборници радова ; бр. 13). Str. 531–555. ISBN 978-86-7005-133-1
- „Hideg emlékezet”, vagy befogadó emlékezetkultúra? A magyar történetírás a partizán megtorlásokról (PDF) (mađarski). Gálffy, László és Sáringer, János (eds.): Fehér Lovag: tanulmányok Csernus Sándor 65. születésnapjára. Lazi Könyvkiadó; SZTE BTK Középkori Egyetemes Történeti Tanszék. Szeged. 2015. str. 422–429. Pristupljeno 24. kolovoza 2017.CS1 održavanje: others (link) ISBN 978 963 267 270 0
- Székely telepítés és nemzetiségpolitika a Bácskában – 1941. = Nemzetiségi füzetek 6., Akadémiai Kiadó, Budapest, 1984.
- Délvidék 1941–1944. A magyar kormányok délszláv politikája. Kossuth Kiadó, Budapest, 1987. ISBN 963 09 3078 1
- Josip Broz Tito. (Polonyi Péter: Mao Ce-tung) Fekete-fehér. Pannonica Kiadó, 2000, 163-307. pp. ISBN 963 9252 24 7
- Hungarians in the Voivodina 1918–1947 = Atlantic Studies on Society in Change No. 110. Highland Lakes, New Yersey, 2003. (ford.: Brian Mc Lean) ISBN 0-88033-522-X
- Impériumváltások, revízió, kisebbség. Magyarok a Délvidéken 1918–1947. Napvilág Kiadó, Budapest, 2004. ISBN 963 9350 37 0
- Bűntudat és győztes fölény. Magyarország, Jugoszlávia és a délvidéki magyarok. Szeged, 2010. ISBN 978-963-482-974-4
- Mađari u Vojvodini 1918–1947. Izdavački zavod Forum, Novi Sad, 2010. ISBN 978-86-323-0799-5
- Kisebbségpolitika és társadalomszervezés. Várady Imre (1867–1959) bánáti magyar politikus iratai. Forum Könyvkiadó, 2016. ISBN 978-86-323-0966-1

## Vanjske poveznice
- Enikő A. Sajti. Hungarian Doctoral Council. Personal Data Sheet. Pristupljeno 24. kolovoza 2017.